# Desa Manggungjaya (administrativ by i Indonesien, lat -7,23, long 108,19)
Desa Manggungjaya är en administrativ by i Indonesien.   Den ligger i provinsen Jawa Barat, i den västra delen av landet, 190 km sydost om huvudstaden Jakarta.